# Pozzonovo
Pozzonovo es una localidad y comune italiana de la provincia de Padua, región de Véneto, con 3.660 habitantes.

## Evolución demográfica
| Gráfica de evolución demográfica de Pozzonovo entre 1861 y 2001 |
|                                                                 |
| Fuente ISTAT - elaboración gráfica de Wikipedia                 |